# 切爾西橋
切爾西橋（Chelsea Bridge）是英國倫敦西部泰晤士河上的一座橋樑，連接北岸的切爾西和南岸的巴特錫。第一座切爾西橋的建設計劃開始於1840年代，建成之後最初的名字是維多利亞橋。現在的切爾西橋是第二代橋樑。